# Bojana
Bojana je žensko osebno ime.

## Izvor imena
Ime Bojana je ženska oblika moškega osebnega imena Bojan.

## Različice imena
Boja, Bojanca, Bojanka, Bojca, Bojčenka, Bojislava, Bojka, Bojkica, Bojimira

## Pogostost imena
Po podatkih Statističnega urada Republike Slovenije je bilo na dan 31. decembra 2007 v Sloveniji število ženskih oseb z imenom Bojana: 2.858. Med vsemi ženskimi imeni pa je ime Bojana po pogostosti uporabe uvrščeno na 94. mesto.

## Osebni praznik
Osebe z imenom Bojana ali njenimi različicami lahko godujejo takrat kot Bojan; to je 28. marca (Bojan; Vojan, svetnik in mučenec, ruski knez, † 28. mar. 827).